# Henric I de Augsburg
Henric I (în limba germană: Heinrich) (d. 14 iulie 982) a fost episcop de Augsburg de la anul 973 până la moarte.
Henric a succedat Sfântului Ulrich. Spre deosebire de perioada lui Ulrich, în vremea lui Henric Dieceza de Augsburg a avut de suferit de pe urma politicii belicoase promovate de acesta.
Henric s-a alăturat răsculaților împotriva împăratului Otto al II-lea. În anul 977, el a luat parte la Războiul celor Trei Henrici, ca fiind unul dintre cei trei protagoniști. Cu ocazia unei adunări de Paște de la Magdeburg din 978, el a fost luat captiv și a rămas astfel până în luna iulie. După eliberare, el i-a denunțat pe răsculați și a rămas loial puterii imperiale.
A murit în Bătălia de la Stilo, în care Otto al II-lea a fost înfrânt de către sarazinii din Sicilia, lăsând prin testament posesiunile sale de la Geisenhausen bisericii sale de la Augsburg.